# Recurvidris pickburni
Recurvidris pickburni är en myrart som beskrevs av Bolton 1992. Recurvidris pickburni ingår i släktet Recurvidris och familjen myror. Inga underarter finns listade i Catalogue of Life.